# Mario Bardanca

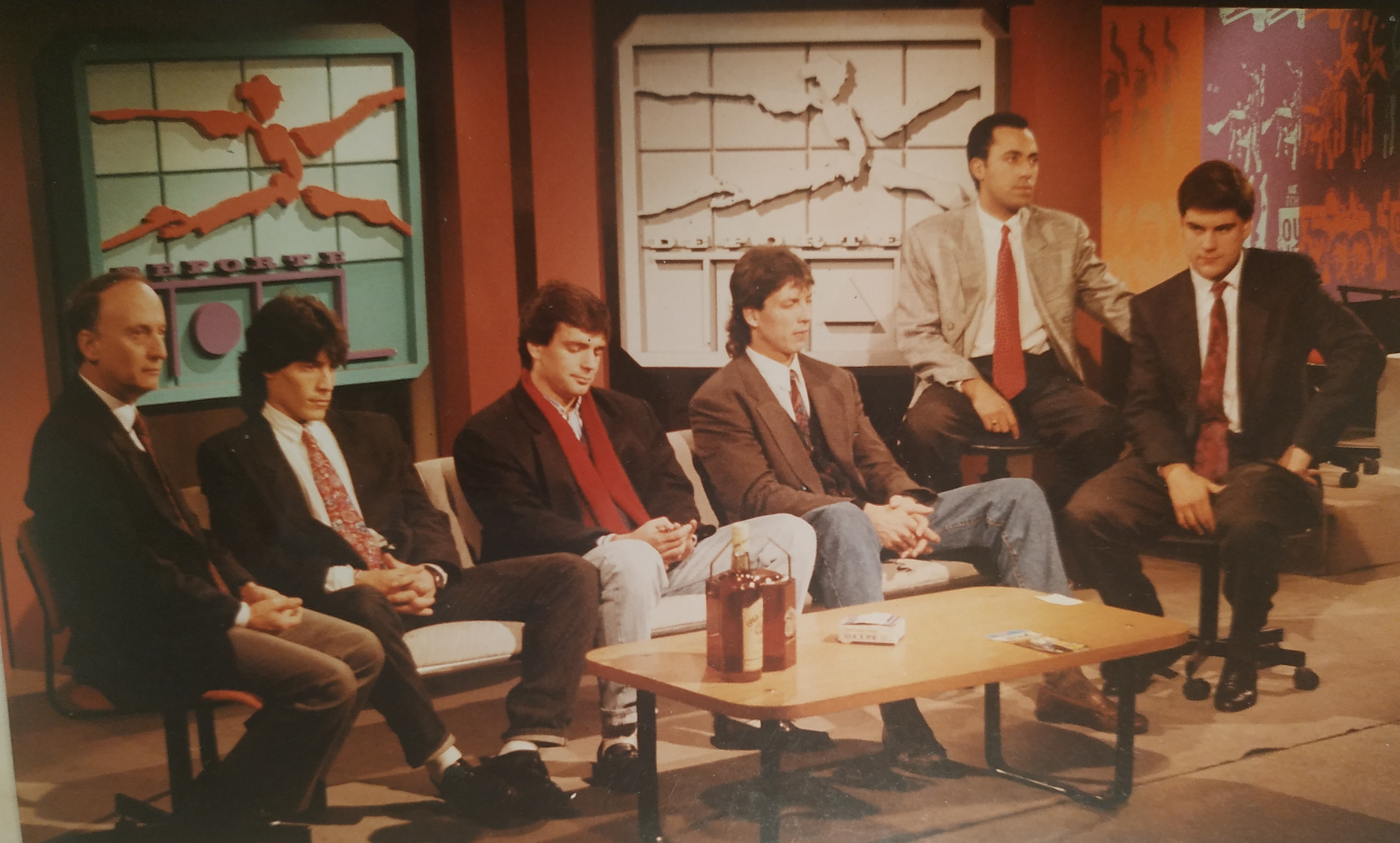
Mario Bardanca (der.) con el equipo de Deporte Total.

Mario Bardanca (Montevideo, 1968) es un periodista deportivo, locutor, columnista y escritor uruguayo. 

## Biografía
Dedicado a la prensa deportiva desde joven en radio y televisión. Trabajó en Canal 10 en el informativo Subrayado y  en los programas Deporte Total, Cabalgata Deportiva Gillette y El Despegue. Condujo ciclos especiales de los Juegos Olímpicos (1992, 1996 y 2000).
Participó en el programa de deportes «Línea de Tres», condujo el programa de entrevistas «La Caja Negra», al terminar le siguió el ciclo "Los archivos de La Caja Negra», una recopilación de especiales con las mejores entrevistas, fue columnista de «Informe Capital», programas del canal TV Ciudad. También escribió artículos para la revista Caras y Caretas.
En la radio conduce el programa «Derechos Exclusivos» en Radio Uruguay, de lunes a viernes de 13 a 14 horas. Trabajó en el programa «Estadio Uno» en  Canal 5, un clásico de la televisión del Uruguay. El equipo compuesto por Julio Sánchez Padilla, Silvia Pérez, Mario Bardanca, Axel Fucks y Enrique Yanuzzi.
Formó parte del informativo Telenoche, de Canal 4 donde se destacó por sus columnas de opinión (2011-2017).
El 21 de noviembre de 2014, la Asociación de la Prensa Uruguaya (APU) se solidariza con el periodista Mario Bardanca luego que se conociera que la empresa Tenfield presionó a Canal 4 para que lo despidiera. También recibió muestras de apoyo de sus colegas.
En abril de 2017 renunció a Telenoche y a Canal 4, debido a la contratación de Jorge da Silveira, periodista deportivo con el que tiene un problema personal.

## Libro
En el 2007, el libro de no ficción Yo, Paco sobre la biografía de Paco Casal fue el ganador del Premio Libro de Oro entregado por la Cámara Uruguaya del Libro. El libro fue superventas.